# 市原綾真
市原 綾真（いちはら りょうま、1996年9月19日 - ）は、日本の俳優。愛知県出身。幸福の科学母体のニュースター・プロダクション所属。

## 人物
1996年生まれ。愛知県出身。
趣味は、ウェイトトレーニング、バイク、アニメ鑑賞、料理など。
特技は、器械体操、アクロバット。
- 映画『奇跡との出会い。-心に寄り添う。3-』の公開初日2020年8月28日の舞台挨拶に登壇し報道された[2][3][4]。

- 映画『美しき誘惑-現代の「画皮」-』の完成報告イベントが2021年4月26日に行われ、報道された[5][6]。また、映画公開初日の2021年5月14日の舞台挨拶に登壇し、報道された[7][8][9]。

## 出演

### テレビドラマ
- 崖っぷちホテル! （2018年、日本テレビ）

### 映画
- 心霊喫茶「エクストラ」の秘密-The Real Exorcist-（2020年5月） - 常連客 役
- 奇跡との出会い。-心に寄り添う。3-（2020年8月28日） - ドキュメンタリー・リポーター
- 夜明けを信じて。（2020年10月） - 平塚浩二 役
- 美しき誘惑-現代の「画皮」-（2021年5月14日） - 主演・塩村太郎 役
- 夢判断、そして恐怖体験へ（2021年8月27日） - 新選組の男 役
- 愛国女子—紅武士道（2022年2月18日） - メインキャスト・神谷遼太郎 役

### CM
- TEPCO速報（2019年3月）WebCM

### 舞台
- ロミオとジュリエット（2020年2月、ニュースター・プロダクション） - マキューシオ 役
- 六畳一間で愛してる（2018年6月、エアースタジオ） - 坂井健二 役

### 雑誌
- 雑誌『アー・ユー・ハッピー?』2020年9月号 インタビュー [10]
- 雑誌『アー・ユー・ハッピー?』2021年5月号 表紙写真・インタビュー[11]